# Ellenbeuge

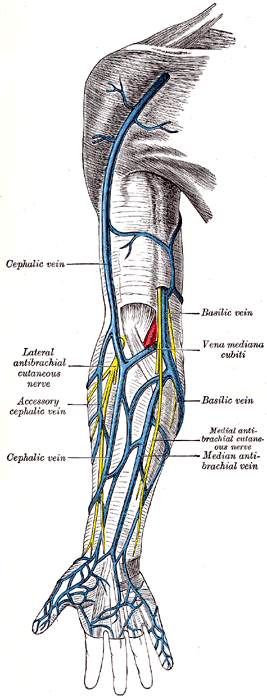
Venen, Arterien und Nerven der Ellenbeuge

Die Ellenbeuge (auch Armbeuge, lat.: Fossa cubitalis oder Regio cubitalis anterior) ist eine anatomische Region der Vorderseite des Arms. Sie liegt auf der Beugeseite des Ellbogengelenks und wird proximal vom Musculus biceps brachii, distal vom Musculus brachioradialis (radial) und vom Musculus pronator teres (ulnar) begrenzt.
In der Tiefe der Ellenbeuge verlaufen die Arteria brachialis und Nervus medianus zum Unterarm. Die Arterie teilt sich hier in die Arteria radialis und Arteria ulnaris. Auch die Sehne des Musculus bizeps brachii verläuft durch die Ellenbeuge. Die in der Ellenbeuge liegenden Lymphknoten werden als Nodi lymphoidei cubitales bezeichnet.
Die in der Ellenbeuge verlaufenden Venen werden häufig zur Blutentnahme oder zur Anlage eines peripheren Venenkatheters genutzt. Bei der indirekten Blutdruckmessung am Oberarm unter Zuhilfenahme eines Stethoskops wird das Korotkow-Geräusch der in der Ellenbeuge verlaufenden Arterien auskultiert. Der Bizepssehnenreflex wird durch einen Schlag auf die Bizepssehne in der Ellenbeuge ausgelöst.